# Pahto-tha-mya
Le Pahto-tha-mya (monument 1605) est un temple situé dans la partie sud de la vieille ville de Bagan, peu au nord de ses murailles méridionales. Il se trouve sur un axe qui le réunit au Nat Hlaung Kyaung et au That-Byi-nyu et se termine à l’Ananda. Aucune inscription ne permet de le dater avec précision, mais il a probablement été érigé dans la seconde partie du XIe siècle, peut-être, comme le suggère Gordon H. Luce (en), durant le bref règne de Sawlu, le fils d’Aniruddha (Anawrahta), soit entre 1078 et 1084.

## Architecture
Le temple est dirigé vers l’est ; un court porche précède un grand hall d’entrée éclairé par deux étroites fenêtres latérales. Un passage  ménagé dans le mur occidental permet d’accéder au couloir qui entoure le sanctuaire de plan carré et qui est plus large que le hall.
Ce couloir qui sert de déambulatoire est éclairé des cinq fenêtres ajourées (transennes) creusées sur chacune des trois façades, lesquelles comportent aussi une avancée en leur milieu dans laquelle est creusée la fenêtre centrale. Les murs du sanctuaire sont fort épais et soutiennent la tour qui domine le monument. Cette tour possède une silhouette fort particulière, reproduisant celle d’un stūpa bulbeux de plan dodécagonal et aux arêtes soulignées par une frise en relief ; elle supporte une flèche aux nombreux niveaux écrasés qui évoquent les parasols surmontant traditionnellement le corps circulaire du stūpa. 
La tour ne repose pas directement sur la toiture du corps du bâtiment mais comme l’illustre la silhouette extérieure de celui-ci, elle s’appuie sur une série de courts étages en retrait les uns sur les autres qui marquent une transition harmonieuse entre la base carrée et la partie supérieure polygonale. De petits templions sont érigés au milieu des quatre faces, dans l’axe des avancées rythmant les façades du rez-de-chaussée.
Les murs extérieurs ont pratiquement tous perdu leur ornementation stuquée mais celle-ci subsiste encore à l’intérieur, notamment aux encadrements richement ornés des portes et niches où elle illustre une structure architecturale. Si les jambages reproduisent la partie inférieure d’un monument, l’arc illustre les retraits successifs qui supportent la tour.

## Ornementation picturale
Le Pahto-tha-mya comporte un des ensembles peints les plus aboutis de Bagan. Même si les peintures ont fort noirci ou se sont détachées des parois par endroits, elles impressionnent par leur taille (les images du Bouddha reproduites sur le mur intérieur du déambulatoire le montrent taille humaine), par la richesse de la palette, l’équilibre des compositions, la ligne souple et élégante comme l’illustrent les quelques panneaux nettoyés et restaurés du mur méridional du déambulatoire. Cet ensemble illustre un riche programme iconographique dont l’inspiration se trouve dans diverses sources littéraires de langue pālie comme la Nidānakathā (en) qui narre la biographie du Bouddha et les textes du Vinaya, par exemple. Il convient toutefois de souligner que si les sources littéraires rattachent le monument au Theravāda et à la tradition cinghalaise, le style des peintures trouve en toute certitude son origine en Inde orientale, plus précisément au Bihar et au Bengale. 
De grands tableaux illustrant des épisodes de la vie du Bouddha sont peints sur les deux murs du déambulatoire, vingt-quatre sur le mur extérieur (où ils sont identifiés par inscriptions en Môn) et trente sur le mur intérieur, séparés par niches et fenêtres. La narration commence dans l’angle sud-est du mur extérieur sud et se poursuivant tout au long de ce mur pour s’achever avec le futur Bouddha s’approchant de l’arbre sous lequel il atteindra l’Éveil  sur le mur oriental, au nord de la porte d’entrée. La narration se poursuit avec l’évocation de l’Éveil dans le sanctuaire au moyen de l’image de culte pour continuer, à nouveau peinte, à l’extérieur du sanctuaire sur le mur intérieur du déambulatoire. Elle commence sur le mur oriental, au sud de l’entrée du sanctuaire pour se dérouler dans le sens solaire et s’achever au nord de l’entrée avec la représentation du Bouddha rendant son dernier souffle. La lecture de la vie du Bouddha s’accomplit donc en faisant deux fois la circumambulation, l’attention se portant d’abord aux panneaux peints du mur extérieur puis à ceux du mur intérieur du déambulatoire.
De nombreux autres moments secondaires de cette existence sont représentés dans le sanctuaire dans une série de tableaux de taille plus réduite et distribués à hauteur des yeux, tableaux qui sont également identifiés par des inscriptions en Môn.
La surface du mur au-dessus des grands panneaux distribués sur le mur intérieur du déambulatoire est entièrement couvertes de rangs de panneaux quadrangulaires contenant chacun une image du Bouddha flanqué de moines. Sans aucune inscription les accompagnant, il est difficile de proposer une identification précise, mais ce type d’ornementation picturale rappelle celle rencontrée dans l’Alopyi-gu-hpaya – où, il convient de le rappeler, les panneaux contiennent une inscription faisant référence aux sūtras ou textes traditionnellement attribués au Bouddha. Elle annonce aussi les murs couverts d’images miniaturisées, et anonymes, du Bouddha des temples plus tardifs de Bagan. De même, à l’intérieur du sanctuaire du Patho-hta-mya, des petits panneaux quadrangulaires couvrent la partie supérieure des murs ; faisant référence à des épisodes de la carrière du Bouddha et aux enseignements dispensés dans les sūtras, ils en offrent cependant une vision répétitive et peu différenciée. Enfin, un dernier thème fort probablement illustré dans le sanctuaire fut celui des Vingt-huit Bouddhas du passé comme en témoigne une inscription fragmentaire mentionnant Padumuttara (en), treizième Bouddha de la liste de ces Bouddhas.

## Ornementation sculptée
Le sanctuaire comporte une statue de fort grande dimension qui est flanquée de deux autres plus petites figurant le même événement, à savoir l’Éveil où le Bouddha effleure de sa main droite la terre, invoquant de la sorte la Déesse Terre afin qu’elle témoigne de l’infinie compassion du Bouddha. Même restaurées, ces images ont préservé les formes rondes et compactes qui caractérisent les Bouddha construits en briques, puis recouverts d’un enduit et peints, qui étaient édifiées dans les sanctuaires entre les XIe et XIIIe siècles. Tous trois sont assis sur un haut socle mouluré et s’adossent à un trône stuqué qui peut avoir disparu en partie.

## Galerie

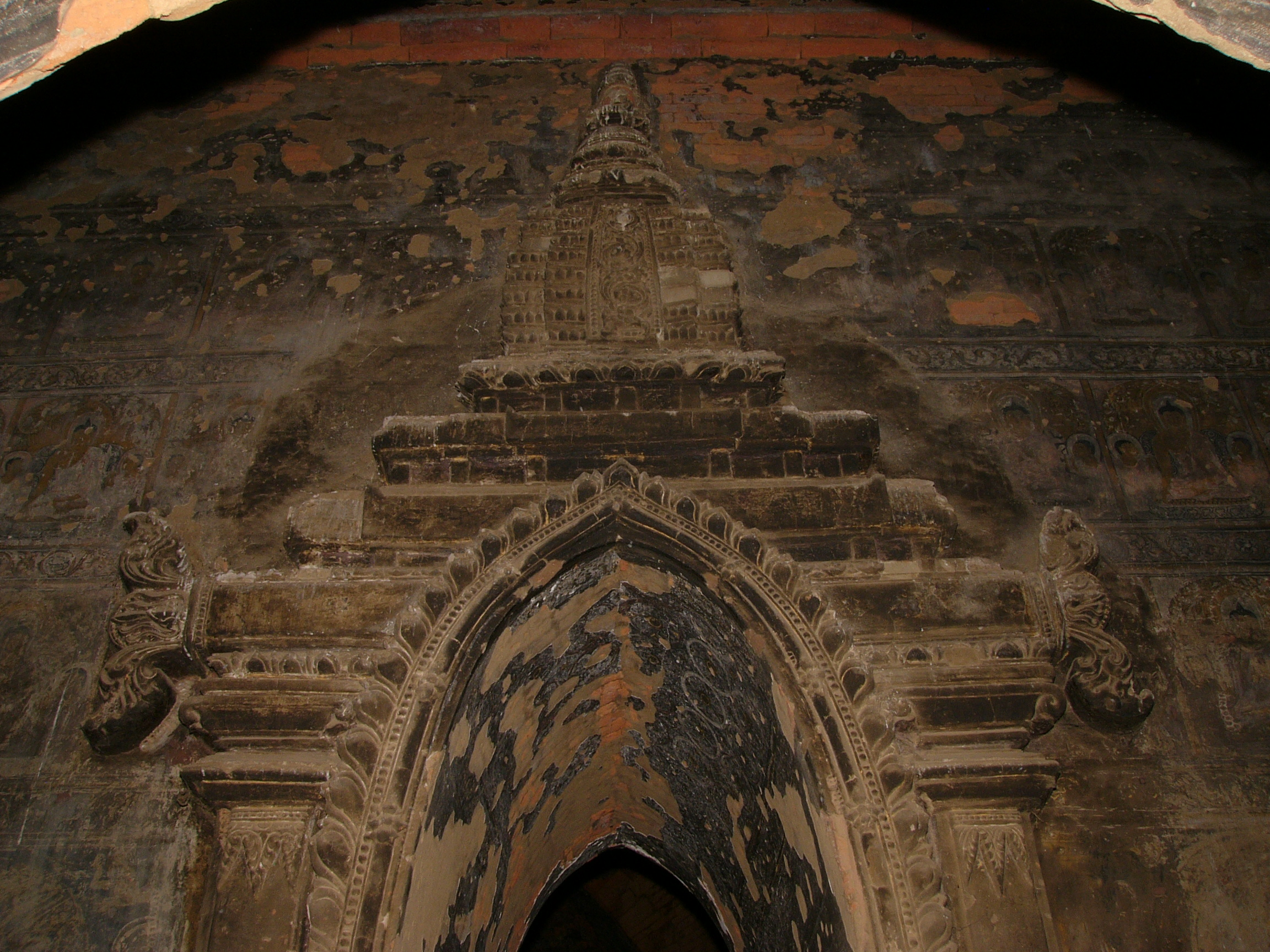
Ornementation par-dessus le passage du déambulatoire au sanctuaire
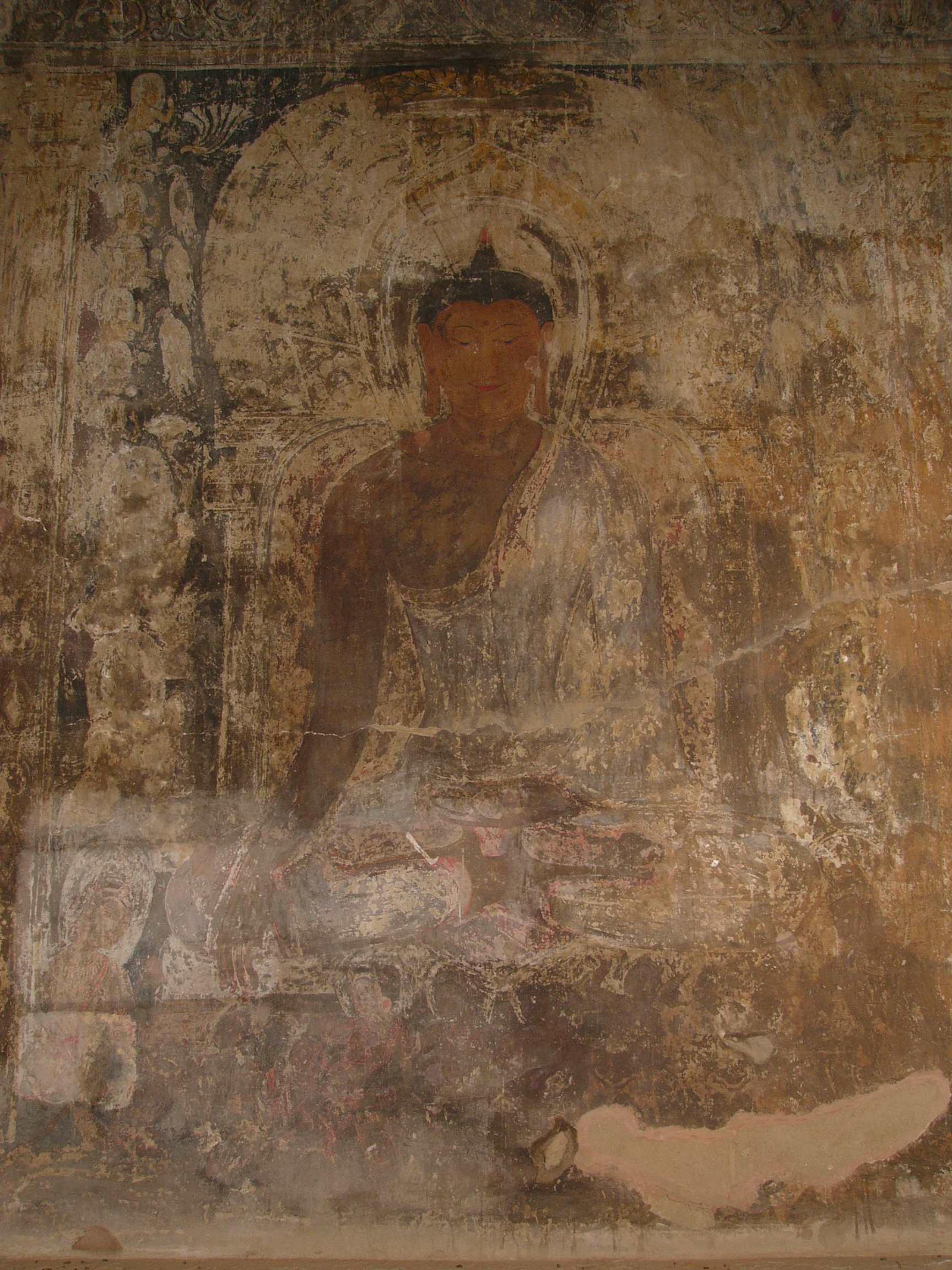
Image du Buddha peinte sur le mur intérieur du déambulatoire
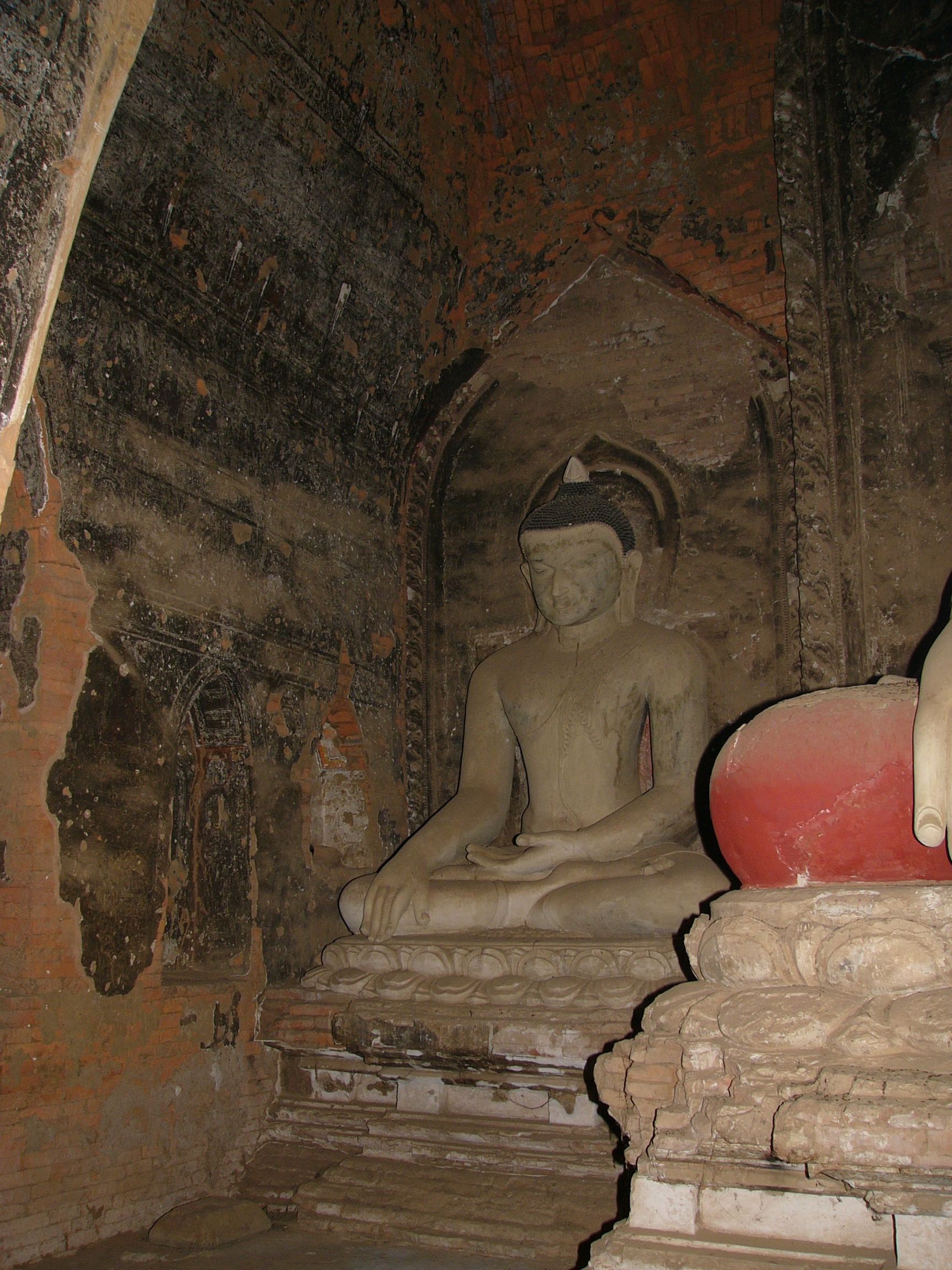
Image du Buddha située à la droite de l'image centrale